# Julieth Morales
Ingrid Julieth Morales Aranda (Silvia, Cauca, 1992)es una artista colombiana de la comunidad Misak y profesora de arte indígena contemporáneo de la Facultad de Creación en la Universidad del Rosario. Su obra plástica cuestiona el rol femenino de su comunidad indígena y la construcción de su identidad a partir del mestizaje.

## Biografía
Maestra en Artes plásticas de la Universidad del Cauca,  indaga el género femenino y la manera en que este se tensiona y encuentra entre su cultura ancestral y occidental. Julieth «recurre a las ritualidades sociales, políticas, religiosas y culturales de la comunidad Misak, para resaltar las expresiones corporales y artísticas». Ha realizado obras en performance, video, tejido, fotografía, serigrafía e instalación.

## Premios y reconocimientos
En el 2019 es ganadora del VII Premio Sara Modiano con su obra Cruceros, un ejercicio performático con algunas mujeres de su comunidad, en el cual hacen el recorrido que tradicionalmente caminan cuando contraen matrimonio haciendo uso de los «cruceros», collares pesados con forma de cruz que llevan en su cuello. «Los cruceros, símbolos de su historia familiar, cultural y política (…) En cada uno de esos recorridos se manifiesta el sincretismo, la espiritualidad, la construcción del imaginario y el rol de la mujer, y el caminar el territorio como acción fundamental para la colectividad Misak».
Durante el mismo año es becaria del 45 Salón Nacional de Artistas «Al revés de la trama» con cuatro de sus obras:
- Srusral Mora Kup (Mujeres jóvenes hilando) (2018) 30 Puchicangas suspendidas en el techo + Video, 20 min.
- Na muy piro wan Wototrantrap, trutokomo srotopa (Recuperar la tierra para recuperarlo todo), 2017.
- Tejido en lana de ovejo e hilo, 130 x 70 cm. Srusral mera kup (m.)eres jóvenes hilando), 2016-2018 Videoinstalación
- Srusral mera kup (mujeres jóvenes hilando), 2016-2018 Instalación

## Obras destacadas
- La Señorita (2019) - Serigrafía sobre rebozo femenino Misak 200 x 150 cm 2019.[10]
- Resistencia (2019) - Video-performance.[11]
- Srusral mera kup (mujeres jóvenes hilando) (2018)[12]- Instalación 30 Puchicangas Dimensiones variables.[12]

## Exposiciones individuales
- Pørtsik, Espacio El Dorado. Bogotá[13]

## Exposiciones colectivas
- Salón Internacional de Arte Indígena Manuel Quintín Lame, MAC, Museo de Arte Contemporáneo, Colectivo 83. Bogotá (2017)[14]
- RE:BANDERA: Más Arte más Acción, Centro de Memoria Histórica. Bogotá (2016)[15]